# Ракув (футбольний клуб)
«Ракув Ченстохова» (пол. Raków Częstochowa) — польський футбольний клуб з міста Ченстохова, виступає у Екстраклясі.

## Історія
Колишні назви:
- 1921: СФК «Раковія»
- 1927: РСК «Ракув»
- 2002: СК «Ракув»

Заснований у 1921 році. У 1967 році вийшов у фінал Кубку Польщі, де програв клубу краківській «Віслі» з рахунком 0:2. З 1994 по 1998 роки клуб виступав у польській І (найвищій) лізі. У сезоні 2019—20 повернувся до Екстракляси.

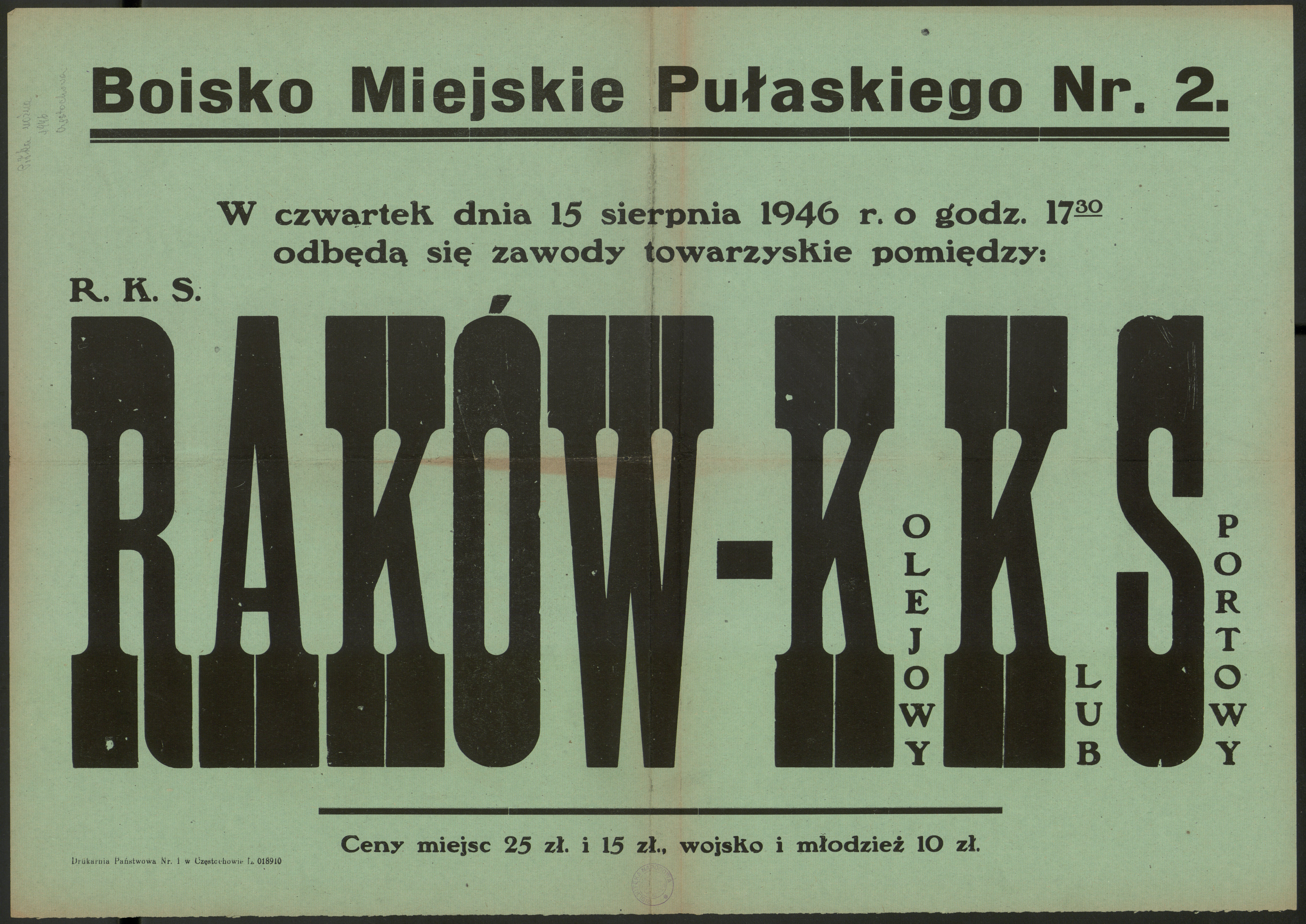
Афіша товариського матчу «Ракува» проти ККС (Ченстохова)

Спортивний клуб «Раковія» був створений у 1921 році в селі Ракув. Клуб розпався в 1925 році через відсутність реєстрації. У 1927 році клуб було відновлено під назвою Robotniczy Klub Sportowy (Робітничий спортивний клуб) Raków. Через рік село стало районом Ченстохови. Клуб діяв під патронатом Польської соціалістичної партії та фінансово підтримувався Ченстоховським металургійним заводом. У 1937 році клуб піднявся до класу А (третій рівень). Під час німецької окупації Друга світова війна клуб не функціонував. У 1951–1955 роках збудовано Міський стадіон в Ракуві з легкоатлетичною доріжкою. У 1962–1966 роках футбольна команда виступала у другій лізі.
9 липня 1967 року «Ракув» програв 0:2 краківській «Віслі» у своєму першому фіналі Кубка Польщі. У 1972 році футболісти «Ракува» дійшли до півфіналу Кубка Польщі, який поступилися варшавській «Легії». У 1978–1980, 1981–1984 та 1990–1994 роках клуб виступав у другій лізі. У 1993 році юніорська команда зайняла 2 місце на Чемпіонаті Польщі з футболу серед юніорів. У 1994 році вперше в історії клубу «Ракув» піднявся до Екстракласи. Вони змагалися у вищому дивізіоні протягом чотирьох сезонів, поки не вилетіли після сезону 1997–98. У сезонах 1999–2000 та 2000–01 клуб поспіль вилітав, опустившись до IV ліги. У 2016 році клуб повернувся до польського другого дивізіону Першої ліги.

### Прогрес та вихід на європейську арену
Клуб виграв Першу лігу в сезоні 2018/19, отримавши підвищення до Екстракласи вперше за 21 рік. У тому ж сезоні в Кубку Польщі 2018/19 клуб дійшов до півфіналу змагань, обігравши такі клуби, як «Лех» в 1/8 фіналу та «Легію» в чвертьфіналі. Сезон 2019/20 вони завершили на 10 місці.

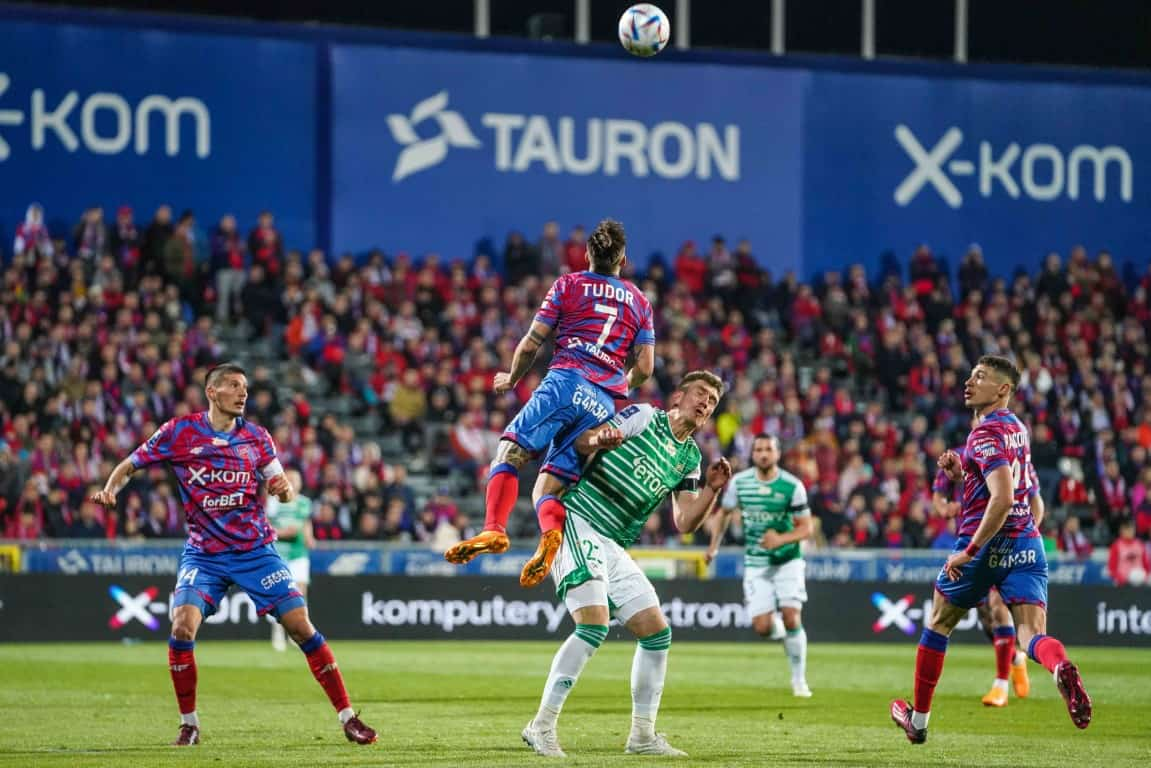
Матч «Ракува» проти гданської «Лехії»

У сезоні 2020/21 «Ракув» завершив чемпіонат на другому місці. Це було їхнє найвище місце в лізі в історії, і це забезпечило їм місце в новоствореній кваліфікації Ліги конференцій на сезон 2021/22 і це була їх перша поява в європейському футболі. Подальший успіх послідував, коли «Ракув» виграв Кубок Польщі 2020/21, свій перший великий трофей, перемігши команду Першої ліги «Арку» 2 травня 2021 року у фіналі з рахунком 2:1. 17 липня 2021 року «Ракув» переміг чинного чемпіона варшавську «Легію» по пенальті та виграв Суперкубок Польщі 2021.
Їхня перша поява в європейському футболі відбулася у другому кваліфікаційному раунді Ліги конференцій Європи УЄФА 2021/22, проти литовської команди «Судува», гра завершилася двічі з рахунком 0–0 (4–3 в серії пенальті). У третьому кваліфікаційному раунді вони зіткнулися з російським «Рубіном», перемігши їх із загальним рахунком 1–0. У фінальному кваліфікаційному раунді вони зустрілися з бельгійським «Гентом», який перемогли з рахунком 1:0 у першому матчі, але програли з рахунком 0:3 у другому матчі, програвши за сумою двох матчів 1:3 і вибули із змагань.
2 травня 2022 року «Ракув» переміг познанський «Лех» з рахунком 3:1 і завоював свій другий поспіль Кубок Польщі. У боротьбі за чемпіонський титул того сезону «Ракув» програв тому ж супернику лише п’ять очок, а чемпіони визначилися в передостанній день сезону. 9 липня 2022 року «Ракув» виграв свій другий поспіль Суперкубок Польщі, перемігши з рахунком 2:0 «Лех». У кваліфікаційному етапі Ліги конференцій команда перемогла казахстанську «Астану» (за сумою двох матчів 6–0) і словацький «Спартак» (Трнава) (3–0), але поступилася празькій «Славії» (2–3) у плей-оф.
7 травня 2023 року Раків вперше в історії виграв чемпіонат Польщі і кваліфікувався до Ліги чемпіонів, де вийшов до останнього кваліфікаційного раунду і зустрівся з данським «Копенгагеном». Той сезон «Ракув» провів, граючи на груповому етапі Ліги Європи.

## Титули та досягнення
Чемпіонат Польщі
- Чемпіон Польщі (1): 2023
- Бронзовий призер (2): 2021, 2022

Кубок Польщі
- Переможець Кубка Польщі: 2021, 2022
- Фіналіст Кубка Польщі: 1967, 2023

Суперкубок Польщі
- Переможець Суперкубка Польщі: 2021, 2022

## Виступи в єврокубках
| Сезон   | Змагання              | Раунд | Клуб             | Вдома | На виїзді    | В сукупності   |  |
| ------- | --------------------- | ----- | ---------------- | ----- | ------------ | -------------- |  |
| 2021–22 | Ліга конференцій УЄФА | 2КР   | Судува           | 0–0   | 0–0          | 0–0 (пен. 4:3) |  |
| 2021–22 | Ліга конференцій УЄФА | 3КР   | Рубін            | 0–0   | 1–0 (дод.ч.) | 1–0            |  |
| 2021–22 | Ліга конференцій УЄФА | РПО   | Гент             | 1–0   | 0–3          | 1–3            |  |
| 2022–23 | Ліга конференцій УЄФА | 2КР   | Астана           | 5–0   | 1–0          | 6–0            |  |
| 2022–23 | Ліга конференцій УЄФА | 3КР   | Спартак (Трнава) | 1–0   | 2–0          | 3–0            |  |
| 2022–23 | Ліга конференцій УЄФА | РПО   | Славія           | 2–1   | 0–2 (дод.ч.) | 2–3            |  |
| 2023–24 | Ліга чемпіонів УЄФА   | 1КР   | Флора            | 1–0   | 3–0          | 4–0            |  |
| 2023–24 | Ліга чемпіонів УЄФА   | 2КР   | Карабах          | 3–2   | 1–1          | 4–3            |  |
| 2023–24 | Ліга чемпіонів УЄФА   | 3КР   | Аріс             | 2–1   | 1–0          | 3–1            |  |
| 2023–24 | Ліга чемпіонів УЄФА   | РПО   | Копенгаген       | 0–1   | 1–1          | 1–2            |  |
| 2023–24 | Ліга Європи УЄФА      | ГР    |                  |       |              |                |  |
| 2023–24 | Ліга Європи УЄФА      | ГР    |                  |       |              |                |  |
| 2023–24 | Ліга Європи УЄФА      | ГР    |                  |       |              |                |  |

## Поточний склад
Станом на 20 липня 2024
| №  | Поз. | Нац.                 | Гравець             |
| -- | ---- | -------------------- | ------------------- |
| 1  | ВР   | Польща               | Кацпер Трельовський |
| 2  | ЗХ   | Польща               | Аріель Мосур        |
| 3  | ЗХ   | Сербія               | Мілан Рундіч        |
| 4  | ЗХ   | Греція               | Стратос Сварнас     |
| 5  | ПЗ   | Хорватія             | Марко Булат         |
| 6  | ПЗ   | Греція               | Васіліос Сурліс     |
| 7  | ПЗ   | Хорватія             | Фран Тудор          |
| 8  | ПЗ   | Польща               | Бен Ледерман        |
| 9  | НП   | Польща               | Патрик Макух        |
| 10 | ПЗ   | Іспанія              | Іві Лопес           |
| 11 | НП   | Еквадор              | Джон Єбоа           |
| 12 | ВР   | Словаччина           | Душан Куцяк         |
| 14 | ПЗ   | Сербія               | Срджан Плавшич      |
| 15 | ЗХ   | Боснія і Герцеговина | Аднан Ковачевич     |
| 17 | НП   | Польща               | Якуб Мишор          |
| 19 | НП   | Хорватія             | Анте Црнац          |
| 20 | ПЗ   | Бразилія             | Жан Карлос          |

| №  | Поз. | Нац.                 | Гравець             |
| -- | ---- | -------------------- | ------------------- |
| 21 | ПЗ   | Польща               | Давід Драхаль       |
| 22 | ПЗ   | Польща               | Кацпер Масяк        |
| 23 | ПЗ   | Угорщина             | Петер Барат         |
| 24 | ЗХ   | Хорватія             | Зоран Арсенич       |
| 25 | ЗХ   | Румунія              | Богдан Раковіцан    |
| 26 | ЗХ   | Кенія                | Ерік От'єно         |
| 27 | ПЗ   | Польща               | Бартош Новак        |
| 30 | ПЗ   | Україна              | Владислав Кочергін  |
| 31 | ВР   | Боснія і Герцеговина | Мухамед Шахінович   |
| 33 | ЗХ   | Польща               | Каміль Пестка       |
| 77 | ВР   | Норвегія             | Крістоффер Клаессон |
| 84 | ПЗ   | Бразилія             | Адріано Аморім      |
| 88 | ЗХ   | Хорватія             | Матей Родін         |
| 91 | НП   | Польща               | Томаш Вальчак       |
| 93 | ПЗ   | Німеччина            | Сонні Кіттель       |
| 97 | ПЗ   | Греція               | Лазарос Лампру      |
|    | ПЗ   | Польща               | Шимон Чиж           |

## Тренерський штаб
- Марек Папшун — головний тренер
- Давид Блащиковський — асистент тренера
- Давид Янковський — асистент тренера
- Гжегож Лелонек — тренер воротарів
- Артур Лампа — масажист
- Тадеуш Ринцаж — лікар

## Відомі футболісти
- Владислав Кочергін